# داماريس فيليبس
داماريس فيليبس (بالإنجليزية: Damaris Phillips)‏ هي طاهية أمريكية، ولدت في 8 ديسمبر 1980 في ليكسينغتون في الولايات المتحدة.

## وصلات خارجية
- الموقع الرسمي
- داماريس فيليبس على موقع IMDb (الإنجليزية)
- داماريس فيليبس على موقع قاعدة بيانات الفيلم (الإنجليزية)